# Leptonema tripartitum
Leptonema tripartitum là một loài Trichoptera trong họ Hydropsychidae. Chúng phân bố ở vùng Tân nhiệt đới.